# ネスリハン・デミル
ネスリハン・デミル（Neslihan Demir、旧登録名はネスリハン・ダルネル、女性、1983年12月9日 - ）は、トルコの元バレーボール選手。エスキシェヒール出身。

## 来歴
12歳の時に体育教師に勧められてバレーボールを始めた。
19歳で出場した2003年ワールドカップではチームの攻撃の要となり、サウスポーエースの存在を強烈に印象付けた。最多得点ランキングも中盤までトップであったが、最終的には2位となった。またこの大会がトルコの三大大会初出場となった。
2006年、夏に結婚。2006年世界選手権では円熟味を増した大人のプレーで大活躍し、ベストスコアラー賞を獲得した。
2007年、長女を出産した。
2010年、世界選手権では6位入賞を果たし、自身も2大会連続でベストスコアラーに輝く。2011年、欧州選手権では銅メダルを獲得した。
2012年5月のオリンピックヨーロッパ予選では、ロシアやセルビアを破り、初のオリンピック出場に大きく貢献した。同年7月のオリンピック開会式ではトルコ選手団の旗手を務めた。トルコの青少年スポーツ大臣は「アスリートであり、母だから旗手をお願いした」と述べている。
2013年5月にロシア・サンクトペテルブルクで行われた国際会議「スポーツアコード」でのプレゼンテーションに参加。2020年の五輪招致を目指すトルコ・イスタンブールの魅力をアピールした。2013年度は代表チームの主将を務めた。
2014年に婚姻解消に伴い、登録選手名をネスリハン・デミルに変更した。
2018年に現役引退。

## 球歴
- オリンピック - 2012年（9位）
- 世界選手権 - 2006年（10位）、2010年（6位）
- ワールドカップ - 2003年（7位）
- 欧州選手権 - 2003年（準優勝）、2005年（6位）、2007年（10位）、2009年（5位）、2011年（3位）
- ワールドグランプリ - 2012年（3位）、2013年（8位）

## 所属クラブ
- イェシルユルト （1998-2002年）
- ワクフバンク・ギュネシュ・スィゴルタ（2002-2006年）
- テネリフェ・マリシャル（2006-2008年）
- ワクフバンク・ギュネシュ・スィゴルタ （2008−2010年 ）
- エジザージュバシュ・ゼンティヴァ（2010-2017年）
- ガラタサライ・ダイキン（2017-2018年）